# Esteban Chaves
Pour les articles homonymes, voir Chaves.
Chaves  Rubio est un nom espagnol. Le premier nom de famille, en général paternel, est Chaves ; le second, en général maternel, souvent omis, est Rubio.
Jhoan Esteban Chaves Rubio, né le 17 janvier 1990 à Bogota, est un coureur cycliste colombien, membre de l'équipe EF Education-EasyPost. En 2011, il remporte le Tour de l'Avenir et devient de fait un grand espoir du cyclisme colombien. Il confirme ces espoirs en terminant cinquième du Tour d'Espagne 2015. En 2016, il se classe deuxième du Tour d'Italie, troisième du Tour d'Espagne et remporte le Tour de Lombardie, devenant ainsi le premier Colombien à remporter un Monument du cyclisme. En 2017, il est touché par une mononucléose et ne retrouve pas son niveau de la saison précédente. Cela ne l'empêchera pas de remporter deux étapes sur le Tour d'Italie en 2018 et 2019.

## Biographie
Il se fait remarquer, en 2009, lors de la Vuelta a Cundinamarca. Alors âgé de moins de vingt ans, dans la première étape, il s'impose en solitaire et s'empare du maillot de leader. 
Deux ans plus tard, il se révèle en Europe en s'imposant dans le Tour de l'Avenir. Il renverse la situation dans l'ultime étape, où il s'empare du titre à la suite d'une échappée. 

### 2012-2013:	Colombia Coldeportes

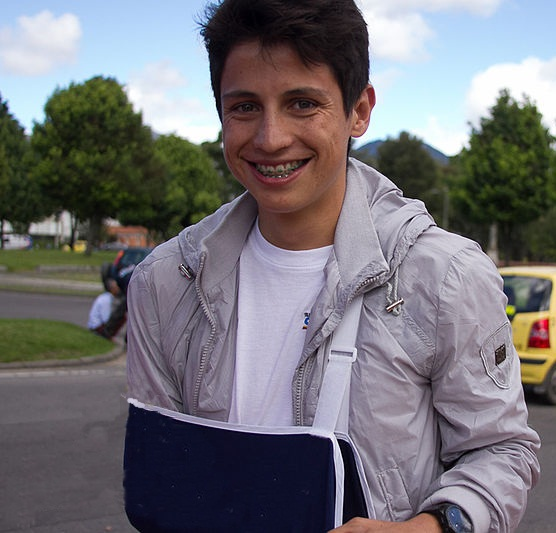
Esteban Chaves, convalescent, en visite sur le Tour de Colombie 2013.

Il participe au projet insufflé par le ministre des sports colombien, Jairo Clopatofsky. Il devient un des leaders de la nouvelle équipe continentale professionnelle Colombia-Coldeportes. Il s'installe avec ses coéquipiers à Brescia, pour disputer la saison cycliste européenne.
Mais le mauvais temps que la formation trouve dans le nord de l'Italie, en début d'année, et les problèmes de visa pour pouvoir y résider perturbent la préparation de la nouvelle saison. 
Ainsi, après quatre mois passés en Europe, il confie dans une interview accordée au site de la fédération colombienne de cyclisme, que la course Tirreno-Adriatico fut la plus difficile qu'il dut disputer. Mais que peu à peu, à force d'entraînement, la condition physique s'étant améliorée, le Tour de Turquie fut l'épreuve où il se sentit le mieux (bien qu'il abandonna sur incidents de course).
Il faut attendre le mois d'août pour le voir se distinguer et remporter deux victoires. Le deuxième trophée, il se l'adjuge à l'arrivée de la semi-classique italienne, le GP de Camaiore. L'épreuve toscane, remportée en son temps par Martín Emilio Rodríguez, se termine par un sprint entre cinq hommes, sortis d'un groupe d'une vingtaine d'unités, dans l'ultime ascension. Chaves règle ses quatre derniers contradicteurs à l'issue d'une courte ligne droite de quatre cents mètres.
En février 2013, il commence sa saison au Tour méditerranéen. Une semaine plus tard, il dispute le Trofeo Laigueglia. Dans une chute collective, il percute violemment un panneau de signalisation. Il est relevé avec de nombreuses fractures au crâne et à l'épaule droite. Son indisponibilité est évaluée de trente à quarante jours. Après avoir espéré être rétabli pour disputer le Tour d'Italie, il doit se faire opérer, à la fin mai, au niveau du plexus brachial, n'ayant pas récupéré toute la mobilité de son bras droit, touché dans la chute.
Son retour à la compétition, plusieurs fois différé, est finalement repoussé à la saison suivante. Cependant, il trouve un accord en septembre pour intégrer l'équipe ProTeam Orica-GreenEDGE.

### 2014-2021: Orica

#### 2015
Durant l'été 2015, il est engagé en tant que leader par son équipe sur le Tour d'Espagne sans pourtant être cité parmi les favoris. Tout d'abord troisième du contre-la-montre inaugural par équipes, il s'illustre à la surprise générale dès la seconde étape. Parti en compagnie de Tom Dumoulin et de Nicolas Roche dans les derniers kilomètres de la montée vers Caminito Del Rey, il s'impose au sprint devant Dumoulin et s'empare du maillot de leader. Il gagne à nouveau lors de la sixième étape. Parti seul au pied de l'ascension finale à 2 kilomètres de l'arrivée, dans une forte pente, il résiste et s'impose devant Dan Martin et une nouvelle fois Tom Dumoulin. Il consolide ainsi son maillot de leader. La suite de la Vuelta lui est moins favorable, notamment dans les grandes étapes de montagnes. Il termine à la cinquième place du classement général final après avoir porté le maillot de leader durant cinq jours. 
En octobre, Chaves gagne la troisième étape du Tour d'Abou Dabi. En lutte pour la victoire d'étape avec Wout Poels, ce dernier chute dans l'ultime virage alors qu'il est en tête, permettant à Chaves de s'imposer en solitaire. En fin d'année, son contrat est prolongé jusqu'en 2018.

#### 2016: victoire sur le Tour de Lombardie, 2 podiums sur les Grands Tours

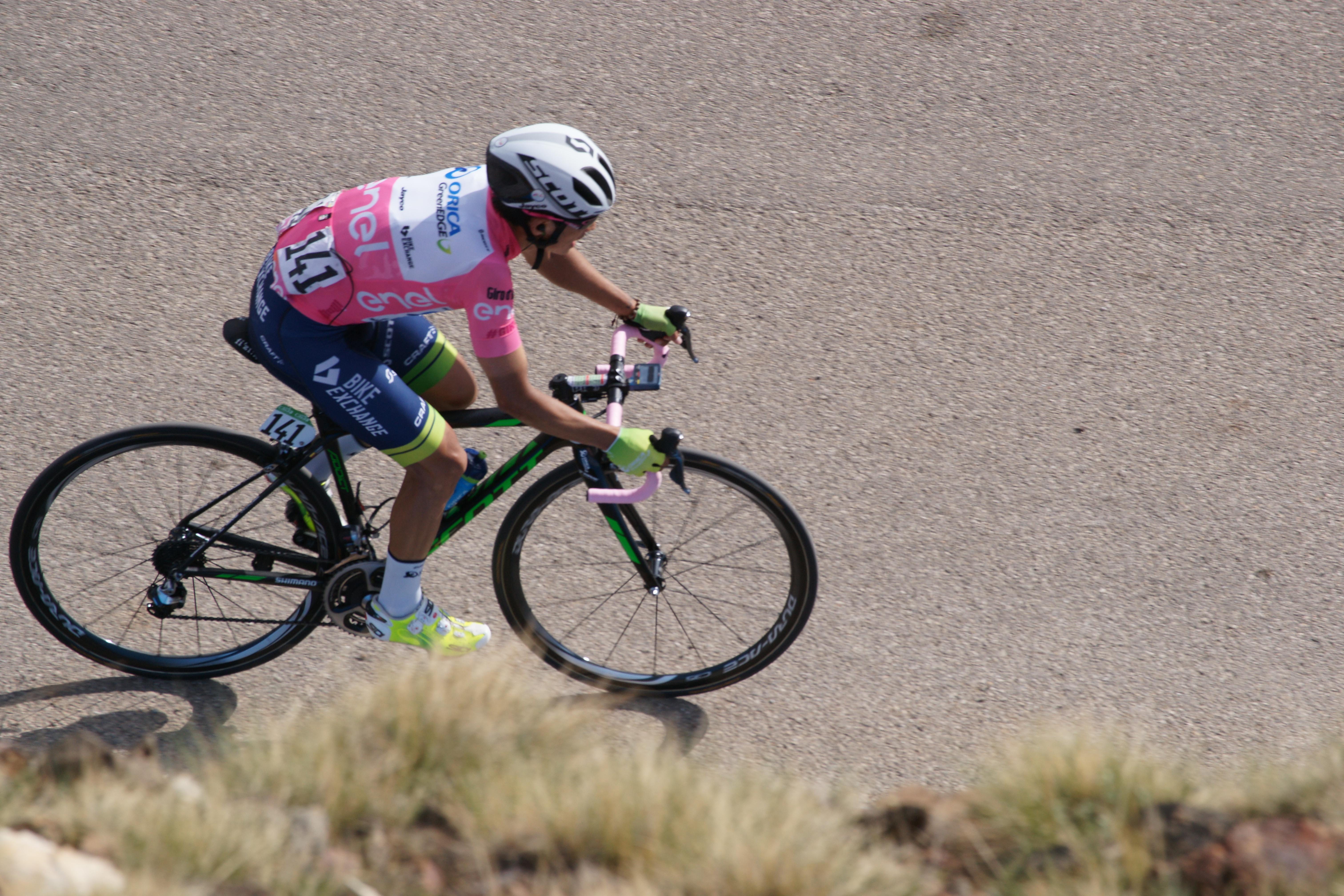
Esteban Chaves avec le maillot rose de leader du Tour d'Italie 2016.

Chaves aborde 2016 en visant le Tour d'Italie, le Tour d'Espagne ainsi qu'une sélection pour participer à la course en ligne des Jeux olympiques.
Il reprend la compétition en février sur des courses en France, puis en Italie. En retrait en début de saison, il remporte en mai sa première course lors du Tour d'Italie, où il s'impose lors de la quatorzième étape devant Steven Kruijswijk et Georg Preidler. Kruijswijk devient alors maillot rose, Chaves étant troisième à 1 minute 32 secondes. Deuxième à trois minutes du Néerlandais au départ de la dix-neuvième étape, il profite de la chute du Néerlandais dans la descente du col Agnel et de la perte de temps qui s'ensuit pour lui pour prendre la tête du Giro. Chaves dispose d'une avance de 44 secondes sur Vincenzo Nibali. Le lendemain, pour la dernière étape difficile, Chaves est distancé par Nibali lors de l'ascension du col de la Lombarde, dernier col de première catégorie du jour. Nibali prend alors la tête du Giro devant Chaves pour 52 secondes. Chaves termine deuxième et signe son premier podium sur un grand tour.
En août, après une longue période sans compétition, il se classe 21e et premier colombien de la course en ligne des Jeux olympiques. Deux semaines plus tard, il prend le départ du Tour d'Espagne, son deuxième grand tour de la saison. Régulier durant les trois semaines, il termine une nouvelle fois sur le podium, terminant troisième à 4 minutes de son compatriote Nairo Quintana et à plus de 2 minutes du vainqueur du Tour de France 2016 Christopher Froome. Profitant de sa forme, il gagne en costaud le Tour d'Émilie puis le 1er octobre 2016, il devient le premier Colombien à remporter l'une des plus grandes classiques du calendrier cycliste en s'imposant au sprint sur le Tour de Lombardie. En fin d'année, il est classé 9e du classement World Tour et 10e du Classement mondial UCI.

#### 2017: une saison difficile
Très attendu après sa victoire en Lombardie et ses podiums sur le Giro et la Vuelta, Chaves va connaitre une saison plus difficile. Il entame sa saison sur la lancée de 2016 avec une deuxième place lors de sa reprise au Tour Down Under. Après deux autres courses en Australie en février, il reprend la compétition en juin en Europe. Seulement 26e du Critérium du Dauphiné, il traverse son premier Tour de France anonymement (62e au classement final) après avoir appris la mort lors d'un accident de la route début juillet de sa physiothérapeute, dont il était très proche. Il retrouve la compétition lors du Tour d'Espagne, où il se montre en meilleure forme et se classe 11e. Alors qu'il se prépare à défendre son titre lors du Tour de Lombardie, il est victime d'une lourde chute lors du Tour d'Émilie (choc à la tête et fracture de l'omoplate droite) et doit arrêter sa saison.

#### 2018: En convalescence
Lors du Tour d'Italie, il remporte la 6e étape au sommet de l'Etna dans le même temps que son coéquipier l'Anglais Simon Yates et avec 26 secondes d'avances sur les autres favoris de l'épreuve. Cette performance lui permet de faire un rapproché au classement général (3e place, Yates prenant le maillot rose de leader) et de prendre les commandes du classement du meilleur grimpeur. Convalescent, et insuffisamment préparé, il ne peut conserver ses positions dans ces classements [réf. nécessaire]. Lors de cette saison il a également remporté l'Herald Sun Tour 2018. Encore en convalescence et victime d’une mononucléose en moitié de saison, le coureur de la formation Mitchelton-Scott peine à se remette en selle et passe une saison 2018 dans l’anonymat le plus total 

#### 2019: Une saison en demi-teinte
Il se classe second de la 17e étape du Tour d'Italie avant de remporter deux jours plus tard la 19e étape à la suite de plusieurs attaques dans l'ascension finale vers San Martino di Castrozza.

#### 2020: De mieux en mieux
Chaves participe au Tour Colombia avec sa sélection nationale, il achève l'épreuve à la septième place. Lors de cette saison, Esteban Chaves dispute son deuxième Tour de France. Il le termine à la 23e place. Quelques semaines plus tard, il prend le départ de la Vuelta où Chaves réalise une belle 1re semaine en étant 8e au général, mais craque en fin de 2e semaine en sortant du top 10, il termine tranquillement cette Vuelta au 27e rang. Esteban est sélectionné avec la Colombie pour disputer les championnats du monde à Imola qu'il termine au 32e rang.

#### Depuis 2021
Il commence sa saison sur le Tour de Catalogne où son équipe emmène deux autres leaders potentiels, Simon Yates et Lucas Hamilton. Chaves se montre lors de la troisième étape, en attaquant dans la dernière difficulté, le Vallter 2000, il rattrape et double Alejandro Valverde et Sepp Kuss mais pas Adam Yates. Il termine toutefois deuxième. Le lendemain, lors de l'étape reine, Esteban Chaves se montre de nouveau à son avantage, en attaquant à plus de sept kilomètres de l'arrivée. Il résiste au groupe des favoris et s'impose seul au sommet du Port Ainé, quasiment deux ans après sa dernière victoire sur le Tour d'Italie. Il termine ce Tour de Catalogne à la sixième place au général. Chaves remporte deux classements annexes, celui par points et celui du meilleur grimpeur[réf. nécessaire].

Esteban Chaves enchaîne par le Tour du Pays Basque. Après une première étape disputée en contre-la-montre où il concède un débours important, Chaves tient le rythme des meilleurs dans la dernière étape accidentée, pour accrocher un nouveau Top ten dans un classement général d'une épreuve World Tour. Il termine huitième l'étape et se place neuvième au général[réf. nécessaire].

Trois jours plus tard, il participe à la Flèche wallonne en tant que co-leader avec Michael Matthews. Chaves signe une huitième place en haut du Mur de Huy et obtient une nouvelle place d'honneur. Le 4 juin, il participe au Grand prix du Canton d'Argovie où Ide Schelling l'emporte devant Rui Costa. Esteban Chaves termine troisième. Deux jours après, il est au départ du Tour de Suisse. Son équipe y est décimée par une gastro-entérite. Quatre coureurs doivent abandonner l'épreuve dont Lucas Hamilton. En conséquence, Chaves est esseulé en montagne mais décroche une dixième place au classement général[réf. nécessaire].

Fin juin, il prend part à son troisième Tour de France. Discret en montagne, il ne peut suivre le rythme des meilleurs. Esseulé à la suite des abandons de Simon Yates et Lucas Hamilton, il parvient néanmoins à se glisser dans l'échappée de la quatorzième étape, qu'il termine dixième. Il achève ce Tour de France à la treizième place, profitant du regain de forme global marquant sa saison pour signer une progression le rapprochant du top 10.

Après huit ans chez BikeExchange, Esteban Chaves quitte la formation à l'issue de la saison pour rejoindre une autre équipe UCI WorldTeam, les EF Education-Nippo.

## Fondation Esteban Chaves
En décembre 2015, Esteban Chaves lance avec son père Jairo Chaves, sa mère Carolina Rubio et son frère Brayan Chaves, la Fondation Esteban Chaves. Son but est d'aider et contribuer à la transformation sociale de son pays en donnant aux générations futures. Chaves souhaite une Colombie plus inclusive, empathique et équitable en soutenant les jeunes coureurs du pays, des talents qui souvent faute de projet de développement fuient vers des structures européennes. Dès le début de l’année 2016, la fondation lance son équipe cycliste, un projet misant sur deux piliers : le sportif et l’humain. Depuis sa création, des centaines de jeunes viennent chaque année passer les sélections, et un peu moins d’une vingtaine de talents U-16 et U-18 sont retenus.
D’autres actions ont été mises en place par l’association. Parmi elles, la création de la course cycliste Clásica Fundación Esteban Chaves en 2015, une vente aux enchères « Rêves sur un vélo » pour récolter des ressources pour sa fondation en 2016, ou une campagne de dons Grand Fondo Esteban Chaves en 2018 en collaboration avec la Fundación Cardioinfantil. Cette dernière action avait pour but de promouvoir l’inclusion sociale et de transformer la vie des enfants et adolescents souffrant de problèmes orthopédiques (pouvant empêcher d’écrire ou de marcher) en situation de vulnérabilité. L’année dernière[Quand ?], il met en place un camp cycliste de 15 jours pour une quarantaine de jeunes colombiens. En 2020, il organise une collecte de vêtements pour soutenir le développement du cyclisme. La fondation d’Esteban Chaves repose aujourd’hui sur deux piliers principaux : le sport (cyclisme) et la médecine (orthopédie).

## Palmarès et classements mondiaux

### Palmarès
| - 2006 - 2e du championnat de Colombie du contre-la-montre cadets - 2009 - 1re étape de la Vuelta a Cundinamarca - 2011 - 1re étape de la Clásica Club Deportivo Boyacá - Classement général du Tour de l'Avenir - 2012 - 5e étape du Tour de Burgos - Grand Prix de la ville de Camaiore - 2e de la Prueba Villafranca de Ordizia - 3e du Tour de Burgos - 6e du championnat du monde sur route espoirs - 2014 - 6e étape du Tour de Californie - 8e étape du Tour de Suisse - 3e du Tour de Pékin - 2015 - 1re étape du Tour d'Italie (contre-la-montre par équipes) - 2e et 6e étapes du Tour d'Espagne - Tour d'Abou Dabi : - Classement général - 3e étape - 5e du Tour d'Espagne - 8e du Tour de Lombardie - 2016 - 14e étape du Tour d'Italie - Tour d'Émilie - Tour de Lombardie - 2e du Tour d'Italie - 3e du Tour d'Espagne - 9e du classement UCI World Tour | - 2017 - 2e du Tour Down Under - 2018 - Herald Sun Tour - Classement général - 3e étape - 6e étape du Tour d'Italie - 2019 - 19e étape du Tour d'Italie - 2021 - 4e étape du Tour de Catalogne - 3e du Grand Prix du canton d'Argovie - 6e du Tour de Catalogne - 8e de la Flèche wallonne - 9e du Tour du Pays basque - 10e du Tour de Suisse - 2022 - 2e du championnat de Colombie du contre-la-montre - 2e du Mont Ventoux Dénivelé Challenges - 3e du championnat de Colombie sur route - 7e du Critérium du Dauphiné - 2023 - Champion de Colombie sur route |

### Résultats sur les grands tours

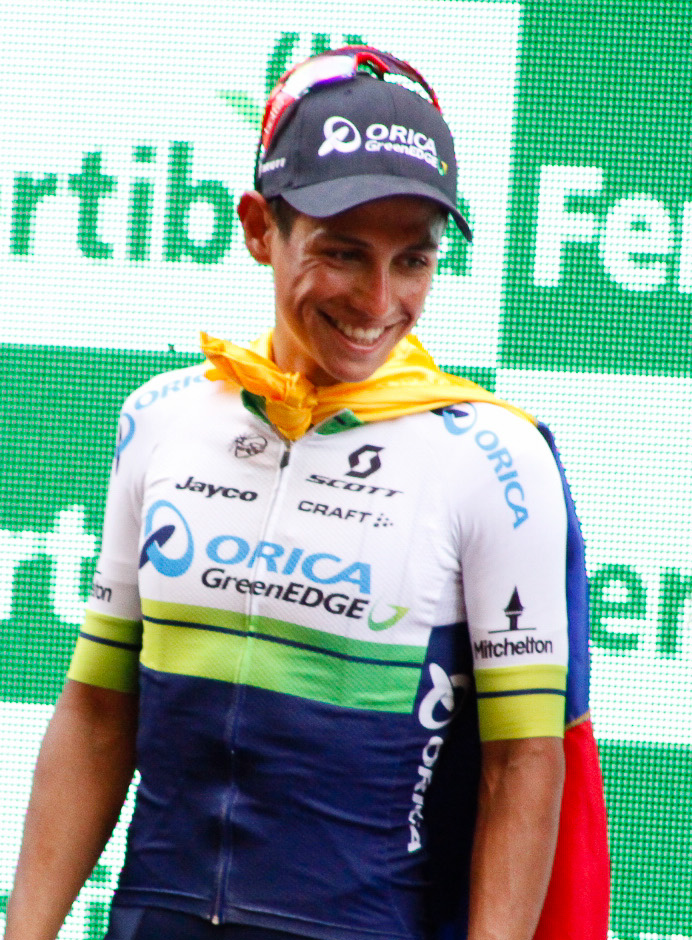
Chaves lors du Tour d'Espagne 2015.

#### Tour de France
4 participations
- 2017 : 62e
- 2020 : 23e
- 2021 : 13e
- 2023 : abandon (14e étape)

#### Tour d'Italie
5 participations
- 2015 : 55e, vainqueur de la 1re étape (contre-la-montre par équipes)
- 2016 : 2e, vainqueur de la 14e étape,  maillot rose pendant 1 jour
- 2018 : 72e, vainqueur de la 6e étape
- 2019 : 40e, vainqueur de la 19e étape
- 2024 : 35e

#### Tour d'Espagne
7 participations
- 2014 : 41e
- 2015 : 5e, vainqueur des 2e et 6e étapes,  maillot rouge pendant 6 jours
- 2016 : 3e
- 2017 : 11e
- 2019 : 19e
- 2020 : 27e
- 2022 : non-partant (16e étape)

### Classements mondiaux
| Année                                 | 2011 | 2012 | 2013 | 2014 | 2015 | 2016 | 2017 | 2018 | 2019 | 2020 | 2021 | 2022 | 2023 | 2024 |
| ------------------------------------- | ---- | ---- | ---- | ---- | ---- | ---- | ---- | ---- | ---- | ---- | ---- | ---- | ---- | ---- |
| UCI World Tour                        |      |      |      | 64e  | 39e  | 9e   | 66e  | 164e |      |      |      |      |      |      |
| Classement mondial                    |      |      |      |      |      | 10e  | 99e  | 287e | 252e | 128e | 92e  | 101e | 242e | 439e |
| UCI Europe Tour                       | 363e | 29e  | nc   |      |      | 161e | nc   | nc   |      |      |      |      |      |      |
| UCI America Tour                      | nc   | 393e | nc   |      |      | 177e | nc   | nc   | 24e  | 12e  | 8e   | 11e  | 20e  | 43e  |
| UCI Oceania Tour                      | nc   | nc   | nc   |      |      | nc   | 33e  | 6e   |      |      |      |      |      |      |
|                                       |      |      |      |      |      |      |      |      |      |      |      |      |      |      |
| Légende : nc = non classéSource : UCI |      |      |      |      |      |      |      |      |      |      |      |      |      |      |